# Hōjō Yasutoki
Hōjō Yasutoki (北条泰时, [1183 - 1242] Erro: {{japonês}}: texto da transliteração contém caractere não latino (pos 11) (ajuda)) foi o terceiro shikken (regente) do Shogunato Kamakura da História do Japão . Reforçou o sistema político da regência Hōjō.
Yasutoki era o filho mais velho do segundo shikken Yoshitoki. Foi nomeado pelo primeiro Shōgun, Minamoto no Yoritomo. Em 1218 ele se tornou chefe (Bettō) do gabinete militar (samurai-dokoro). Na Guerra Jōkyū de 1221, liderou as forças shogunais contra a corte imperial em Kyoto. Depois de sua vitória, ele permaneceu em Kyoto e organizou o Rokuhara Tandai . Yasutoki e seu tio Tokifusa se tornaram os primeiros tandai .
Quando seu pai Hōjō Yoshitoki e sua tia Hōjō Masako morreram, se tornou shikken em 1224. Nomeou Hōjō Tokifusa como o primeiro rensho . Em 1225 ele criou o Hyōjōshū (評定所), o conselho do shogunato. Em 1232 ele promulgou o Goseibai Shikimoku, o código legal do shogunato . Muito elogiado por sua justiça imparcial .
Yasutoki morreu em 1242. Seu neto Hōjō Tsunetoki sucedeu-lhe no cargo de shikken.